# 氷川町立竜北東小学校
氷川町立竜北東小学校（ひかわちょうりつ りゅうほくひがししょうがっこう）は、熊本県八代郡氷川町野津にある公立の小学校。

## 概要
歴史
1975年（昭和50年）に、竜北町内の小学校2校（竜北東部・竜北南部）が統合の上、創立。現校名となったのは2005年（平成17年）。2025年（令和7年）に創立50周年を迎えた。
校訓
「学ぶ力・たくましい心身・豊かな心」
校章
桜の花弁を背景にして、中央に校名の「東」の文字を配している。
校歌
1976年（昭和51年）制定。作詞は甲斐彗、作曲は仁木正光による。
通学区域
氷川町のうち「大野、吉本、高塚、新田、吉野、野津、河原」。中学校区は氷川町立竜北中学校。

## 沿革
旧・竜北東部小学校

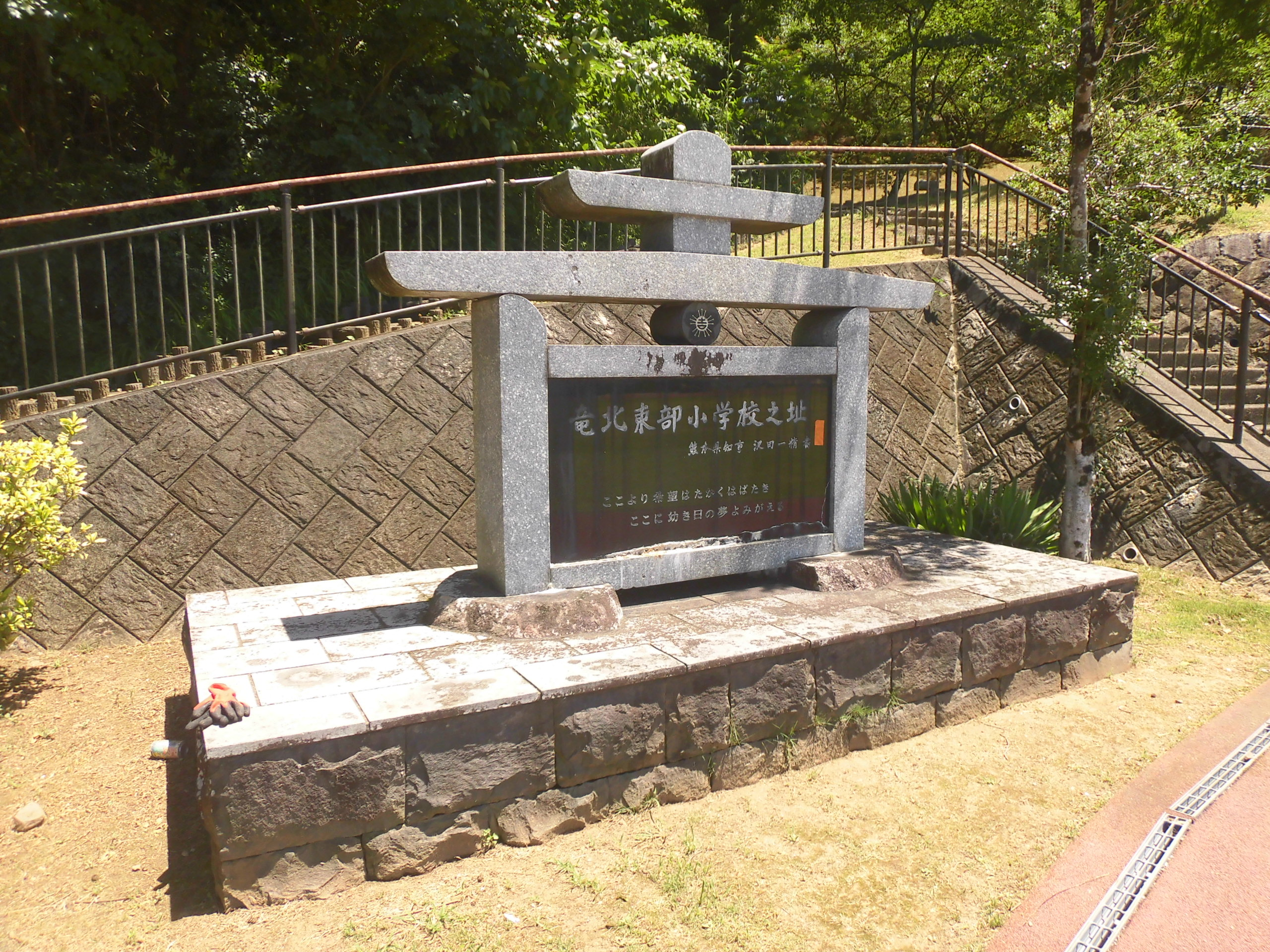
旧・竜北東部小学校跡の碑
（竜北公園内）

- 1874年（明治7年）5月 - 養福寺を仮校舎として「吉本小学校」が創立。
- 1875年（明治8年）6月 - 本残寺を仮校舎として「大野小学校」が創立。
- 1880年（明治13年）- 高塚村字乱橋に移転。
- 1887年（明治20年）4月 - 統合により、尋常野津小学校 吉本支校・大野支校となる。
- 1889年（明治22年）4月1日 - 町村制施行により、八代郡4村（大野・吉本・高塚・新田）合併により、「吉野村」が発足。尋常野津小学校から分離の上、「尋常吉本小学校」として独立。大野支校が移管される。
- 1891年（明治24年）4月 - 大野支校を統合の上、「尋常吉野小学校」と改称。
- 1892年（明治25年）4月 - 「吉野尋常小学校」と改称。校舎を新築。
- 1907年（明治40年）4月 - 高等科（2年制）を併置の上、「吉野尋常高等小学校」に改称。
- 1908年（明治41年）4月 - 改正小学校令により、尋常科（義務教育年限）が4年制から6年制に延長される。これにより、旧高等科1年を尋常科5年に、旧高等科2年を尋常科6年に改める。
- 1910年（明治43年）4月 - 新たに高等科（2年制）を併置。
- 1941年（昭和16年）4月1日 - 国民学校令施行により、「吉野村吉野国民学校」に改称。尋常科を初等科に改める。
- 1947年（昭和22年）- 学制改革が行われる（六・三制の実施）。
  - 4月1日 - 吉野国民学校の初等科は、新制小学校「吉野村立吉野小学校」に改組・改称。
  - 4月 - 吉野国民学校の高等科は、青年学校普通科とともに、新制中学校「吉野村立吉野中学校[2]」に改組・改称。
- 1954年（昭和29年）4月1日 - 八代郡3村（吉野・野津・和鹿島）の合併により、「竜北村」が発足。「竜北村立竜北東部小学校」に改称。
- 1963年（昭和38年）- センター方式の給食を開始。
- 1972年（昭和47年）- 統合小学校のプールが新設される。
- 1974年（昭和49年）
  - 4月1日 - 町制施行により「竜北町」が発足。「竜北町立竜北東部小学校」に改称。
  - この年 - 創立100周年を迎える。
- 1975年（昭和50年）3月31日 - 統合により閉校。
  - 同年7月に統合校舎が完成するまでの間は、「南部分室」として、校舎・校地ともに使用が継続された。
  - 最終所在地 - 熊本県八代郡竜北町大野896番地
  - 校章 - （吉野小学校時代）桜の花弁を背景にして、中央に「吉野」の文字（縦書き）を配している。（竜北東部小学校時代）桜の花弁を背景にして前身の吉野小学校の頭文字である「吉」の文字を配している。
  - 校歌 - 作詞は山口白陽、作曲は岩津範和による。歌詞は3番まであり、各番の歌詞中に「竜北東部校」が登場する。

旧・竜北南部小学校

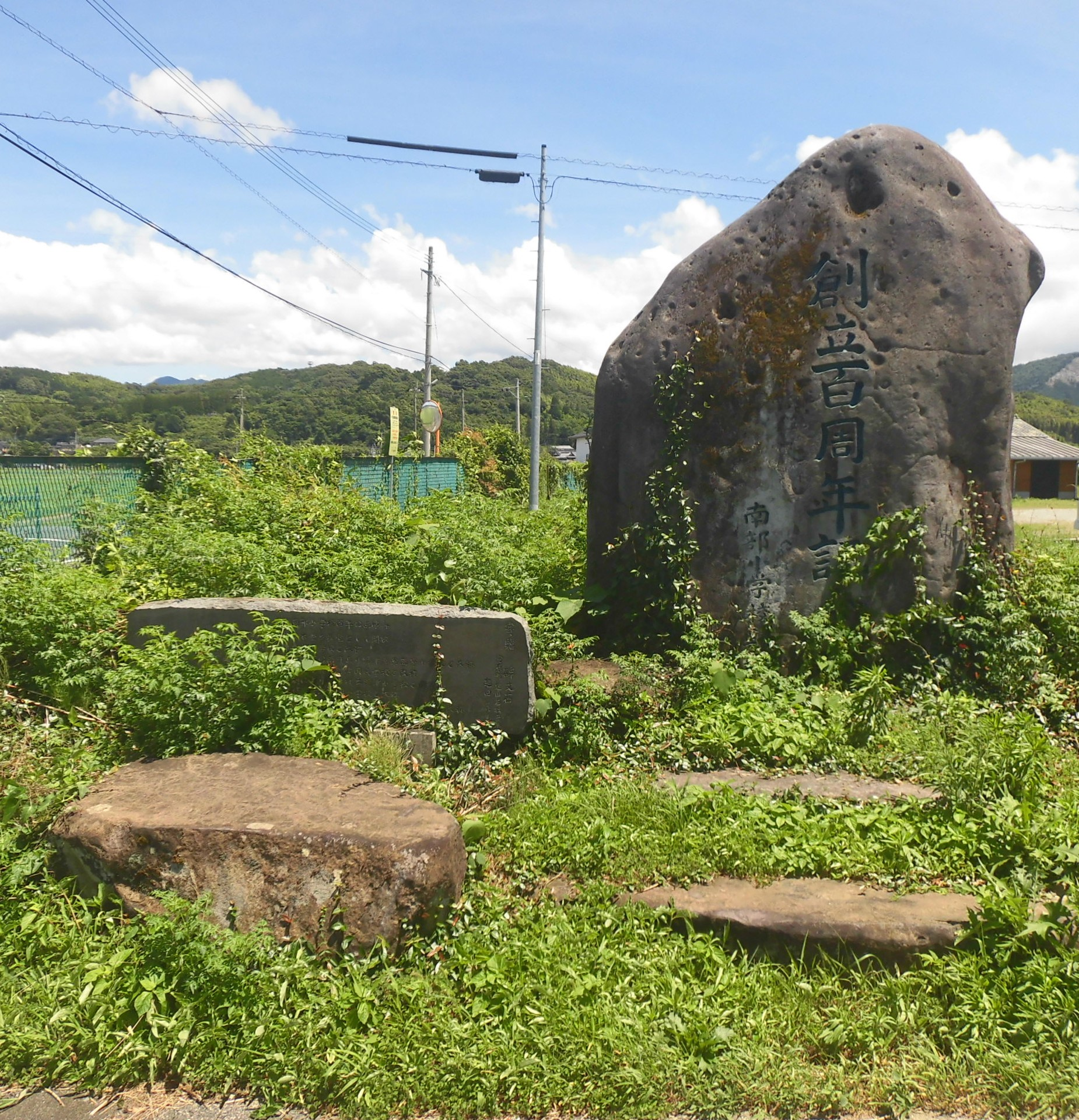
旧・竜北南部小学校跡地
創立100周年記念碑

- 1874年（明治7年）8月 - 勝専坊本堂を仮校舎として「野津小学校」が創立。
- 1877年（明治10年）- 和鹿島小学校を統合。東光寺明治本堂を教場とする。
- 1887年（明治20年）4月 - 小学校令施行により、尋常科（4年制）を設置の上、「尋常野津小学校」とする。吉本小学校および大野小学校を統合の上、それぞれ吉本支校・大野支校とする。
- 1889年（明治22年）4月1日 - 町村制施行により、八代郡2村（野津・河原）合併により、「野津村」が発足。吉本支校が分離の上、尋常吉本小学校として独立。大野支校を移管。
- 1892年（明治25年）4月 - 「野津尋常小学校」と改称。
- 1895年（明治28年）- 暴風雨により校舎が倒壊したため、東光寺・善林寺に校舎を移す。
- 1908年（明治41年）4月 - 改正小学校令により、尋常科（義務教育年限）が4年制から6年制に延長される。尋常科5年を新設。
- 1909年（明治42年）4月 - 尋常科6年を新設。
- 1910年（明治43年）
  - 4月 - 高等科（2年制）を併置の上、「野津尋常高等小学校」に改称。
  - 9月 - 校舎を移転。
- 1921年（大正10年）4月 - 農業補習学校を併設。
- 1941年（昭和16年）4月1日 - 国民学校令施行により、「野津村野津国民学校」に改称。尋常科を初等科に改める。
- 1947年（昭和22年）- 学制改革が行われる（六・三制の実施）。
  - 4月1日 - 野津国民学校の初等科は、新制小学校「野津村立野津小学校」に改組・改称。
  - 4月 - 野津国民学校の高等科は、青年学校普通科とともに、新制中学校「野津村立野津中学校[2]」に改組・改称。
- 1954年（昭和29年）4月1日 - 八代郡3村（吉野・野津・和鹿島）の合併により、「竜北村」が発足。「竜北村立竜北南部小学校」に改称。
- 1963年（昭和38年）- センター方式の給食を開始。
- 1972年（昭和47年）- 統合小学校のプールが新設される。
- 1974年（昭和49年）
  - 4月1日 - 町制施行により「竜北町」が発足。「竜北町立竜北南部小学校」に改称。
  - この年 - 創立100周年を迎える。
- 1975年（昭和50年）3月31日 - 統合により閉校。
  - 同年7月に統合校舎が完成するまでの間は、「南部分室」として、校舎・校地ともに使用が継続された。
  - 最終所在地 - 熊本県八代郡竜北町野津1353番地
  - 校章 - 桜の花弁を背景にして、中央に「南」の文字を配している。
  - 校歌 - 歌詞は3番まであり、歌詞中に校名は登場しない。

統合・竜北東小学校
- 1975年（昭和50年）
  - 4月1日 - 上記2校（竜北東部・竜北南部）を統合の上、「竜北町立竜北東小学校」が開校。統合校舎が完成するまで、旧2校の校舎をそれぞれ「東部分室」・「南部分室」とし、使用を継続。児童数は東部204名、南部192名、計396名であった。
  - 7月 - 統合校舎が完成。夏休み中に移転作業を完了。
  - 9月 - 統合校舎に全児童を収容。開校式を挙行。
- 1976年（昭和51年）
  - この年 - 校歌を制定。
  - 3月 - 体育館が完成。
- 2000年（平成12年）10月 - 低学年棟前広場が完成。
- 2004年（平成16年）3月 - 放課後児童健全育成クラブ室が完成。
- 2005年（平成17年）10月1日 - 2町（宮原町と竜北町）の合併により、「氷川町」が発足。これに伴い、「氷川町立竜北東小学校」（現校名）に改称。
- 2006年（平成18年）10月 - コミュニティ・スクールを開始。
- 2010年（平成22年）3月 - 体育館の耐震工事が完了。
- 2017年（平成29年）9月 - プールの改修が完了。

## 交通アクセス
最寄りの鉄道駅
- JR九州 鹿児島本線 「有佐駅」・「小川駅」

最寄りのバス停留所
- 九州産交バス「野津」停留所、「吉野（八代）」停留所

最寄りの幹線道路
- 国道3号

## 周辺
- 八代警察署大野警察官駐在所
- 竜北公園・氷川町竜北公園お祭り広場（旧・竜北東部小学校跡地）
- 道の駅 竜北